# Pilar de la vergüenza
Pilar de la vergüenza es una serie de esculturas del artista danés Jens Galschiot. Cada escultura es una estatua de bronce, cobre u hormigón de 8 metros de altura. La escultura fue inaugurada en el Foro de ONG de la cumbre de la FAO en Roma en 1996. Desde entonces se han erigido otros tres pilares, en Hong Kong, México y Brasil. Se planeó terminar una cuarta en Berlín en 2002 pero el plan no se ha concretado debido a varios problemas.

## Simbolismo
Según Galschiot, las esculturas recuerdan a la gente un evento vergonzoso que nunca debe repetirse. Los cuerpos desgarrados y retorcidos de la escultura simbolizan la degradación, la devaluación y la falta de respeto al individuo. El color negro simboliza el dolor y la pérdida y la escultura, que representa a las víctimas, expresa el dolor y la desesperación del evento. Puede ser utilizado por ambas partes en situaciones de conflicto complicadas, donde puede ser difícil señalar a la parte culpable.

## Pillar de la vergüenzaen Hong Kong

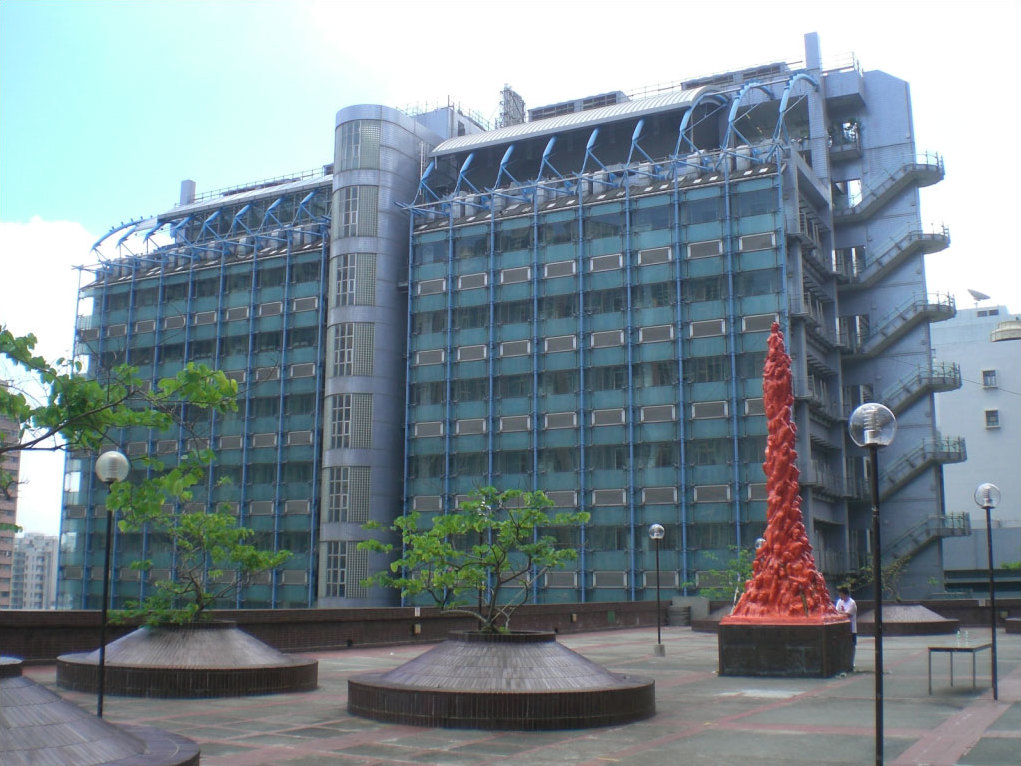
El pilar de la vergüenza en el podio de Haking Wong de la Universidad de Hong Kong, 2008. La Alianza de Hong Kong en apoyo de los movimientos democráticos patrióticos de China pintó la escultura de naranja en apoyo del proyecto El color naranja.

El  pilar de la vergüenza (en chino tradicional, 國殤之柱) en Hong Kong hay una escultura de hormigón, erigida por primera vez en Victoria Park en 1997 para conmemorar el octavo aniversario de las protestas de la Plaza Tiananmen de 1989. La estatua representa 50 cuerpos desgarrados y retorcidos para simbolizar a los que murieron en la represión del gobierno. En la base de la estatua, la historia y las imágenes de la masacre están grabadas y grabadas en la base, tanto en inglés como en chino, las palabras "La masacre de Tiananmen", "4 de junio de 1989" y "Los viejos no pueden matar al joven para siempre ".
El Pilar se exhibió por primera vez en la Vigilia a la luz de las velas en conmemoración del octavo aniversario de las protestas de la Plaza de Tiananmen el 3 de junio de 1997. Tras la vigilia de la noche del 4 de junio de 1997, los estudiantes universitarios locales lucharon por un lugar para albergar permanentemente la estatua. Después de peleas con la policía y controversia con el liderazgo de la universidad, a las 3 a. m. los estudiantes lograron mover la estatua de 2 toneladas al podio del edificio Haking Wong en la Universidad de Hong Kong, sin embargo, las piezas no fueron ensambladas debido a preocupaciones de que el piso no era lo suficientemente fuerte. El Pilar se volvió a erigir en el mismo lugar el 16 de junio de 1997.
Durante los siguientes meses, el Pilar se exhibió en las siguientes universidades:
- Universidad China de Hong Kong desde el 28 de septiembre de 1997
- Lingnan University (Hong Kong) desde el 2 de noviembre de 1997
- Universidad Bautista de Hong Kong desde el 29 de noviembre de 1997
- Universidad de Ciencia y Tecnología de Hong Kong desde el 23 de enero de 1998
- Universidad Politécnica de Hong Kong desde el 1 de marzo de 1998
- Universidad de la ciudad de Hong Kong desde el 29 de marzo de 1998.

El 31 de mayo de 1998, noveno aniversario de las protestas de la Plaza de Tiananmen, la escultura fue devuelta al Parque Victoria, donde se celebró una vigilia a la luz de las velas. La mañana antes de la vigilia, un artista que se exponía a sí mismo derramó dos cubos de pintura roja sobre el Pilar, afirmando que "la sangre de la gente también es mi sangre".

Los días 24 y 25 de septiembre de 1998, el Sindicato de Estudiantes Universitarios de Hong Kong (HKUSU) celebró una votación general sobre una moción para albergar el Pillar of Shame en la Universidad de Hong Kong a largo plazo. La moción de los estudiantes fue aprobada, cuando 1.629 de 2.190 votaron a favor y el Pilar se trasladó al podio de Haking Wong nuevamente el 3 de diciembre de 1998. Se exhibió nuevamente en la vigilia con velas del décimo aniversario de la Masacre en 1999 en Victoria Park. Sin el respaldo de las autoridades de la Universidad, el Pilar volvió al podio de Haking Wong después del aniversario. donde ha permanecido en exhibición en; HKUSU y la Alianza de Hong Kong en Apoyo de los Movimientos Democráticos Patrióticos de China celebran un homenaje silencioso en mayo de cada año.
El 30 de abril de 2008, el Pillar of Shame fue pintado de naranja como parte del proyecto The Color Orange, para crear conciencia sobre los  derechos humanos en China. Como al escultor Galschiot se le negó el acceso a Hong Kong, la Alianza de Hong Kong en Apoyo de los Movimientos Patrióticos Democráticos en China pintó el Pilar sin su participación.

## Otros Pillars of Shame
Se han erigido otros pilares en los siguientes lugares:
- Terminal Aérea de Ostiense, Roma, Italia, 1996, durante la Cumbre de la FAO, que describe las muertes causadas por el hambre en todo el mundo debido a la distribución desigual de los recursos.[7]
- Acteal, Chiapas, México en 1999, para marcar el lugar de la Matanza de Acteal de diciembre de 1997 de 45 miembros del grupo de la sociedad civil Las Abejas en Acteal.
- Brasilia, Brasil en 2000 en homenaje a las víctimas de la Masacre de Eldorado do Carajás de 1996 ocurrida en 1996. Esta fue trasladada a Belém, la capital de Pará, el estado federal donde ocurrió la masacre.[8][9]

Se planeó un cuarto Pilar de la Vergüenza en Berlín, Alemania, en homenaje a las víctimas del régimen nazi. Debido a varios problemas, el artista tuvo que cancelar el proyecto.
Un monto de más de 16.000 zapatos, cada par que representa a una víctima de la Masacre de Srebrenica de 1995, se coloca frente a la Puerta de Brandeburgo en Berlín, el domingo 11 de julio de 2010. Los zapatos fueron recolectados para hacer El pilar de la vergüenza por el activista alemán Phillip Ruch, monumento a Srebrenica.

## Gallery

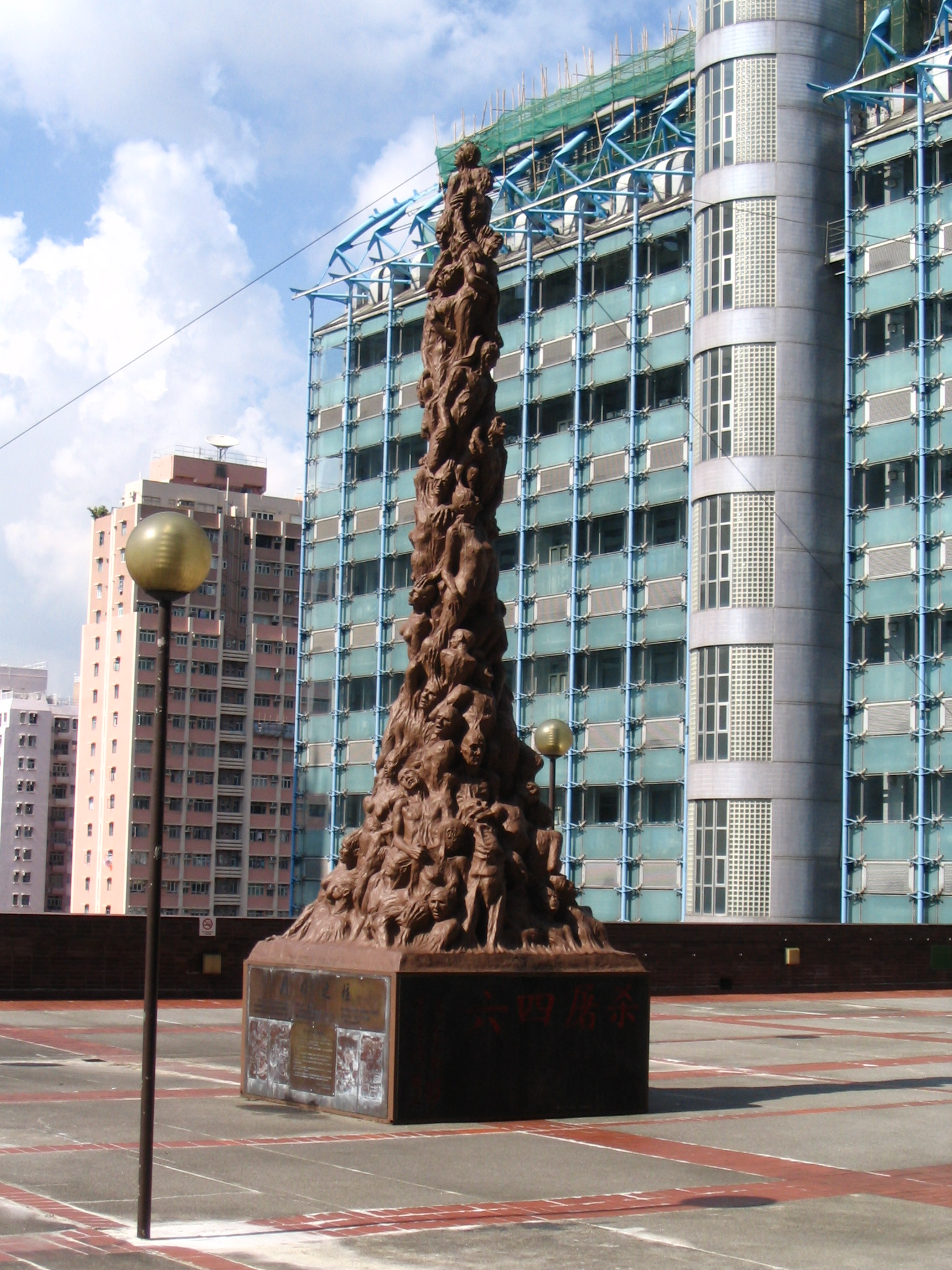
El original Pillar of Shame
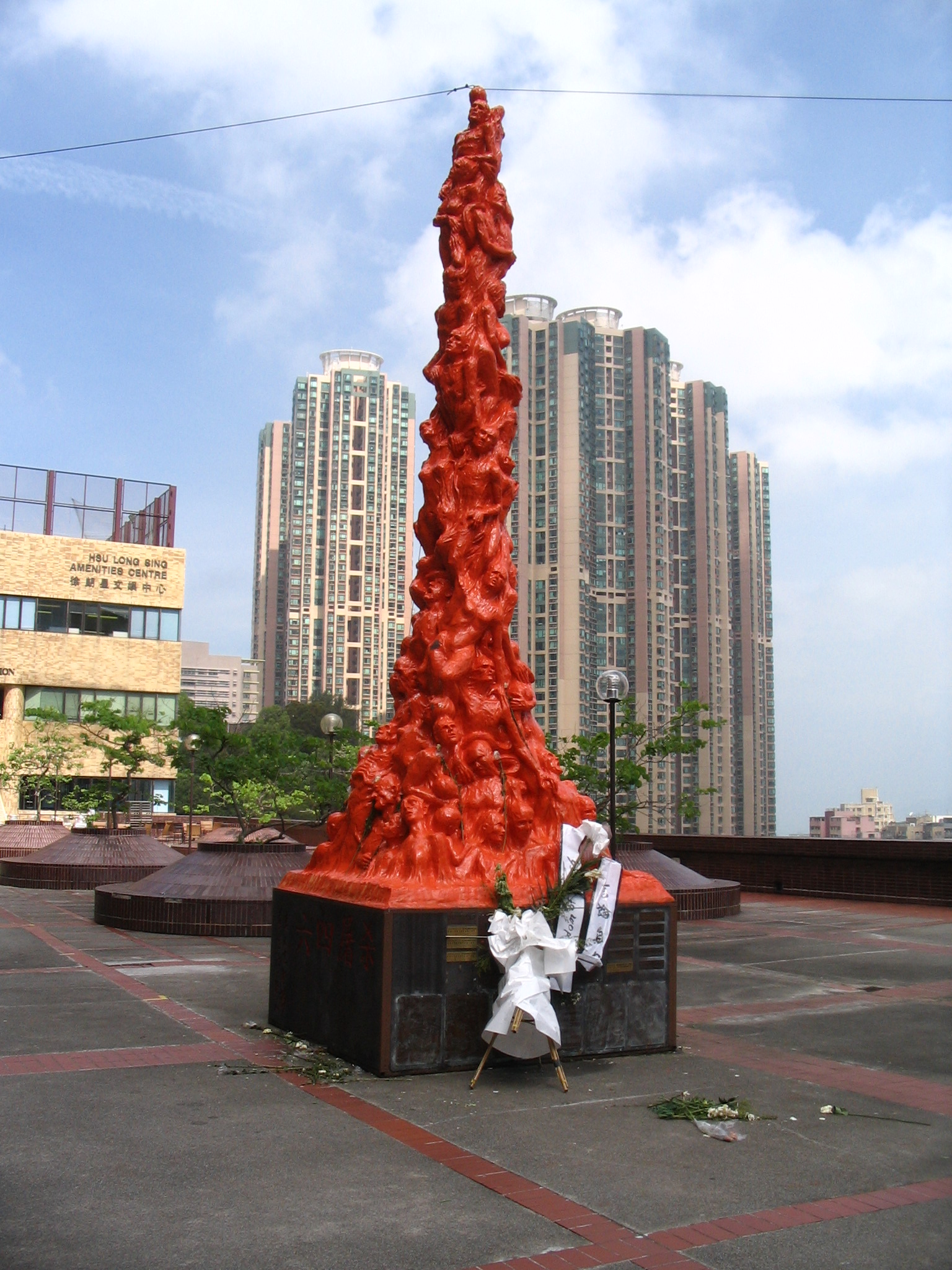
Pillar of Shame en naranja
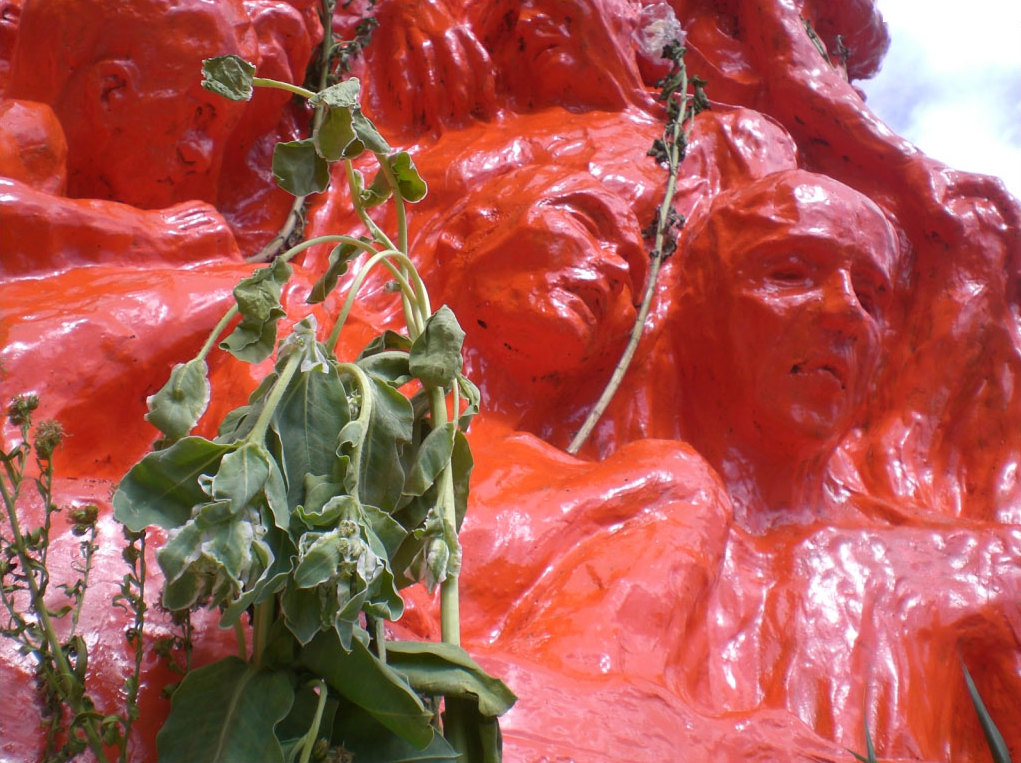
acercamiento del Pillar
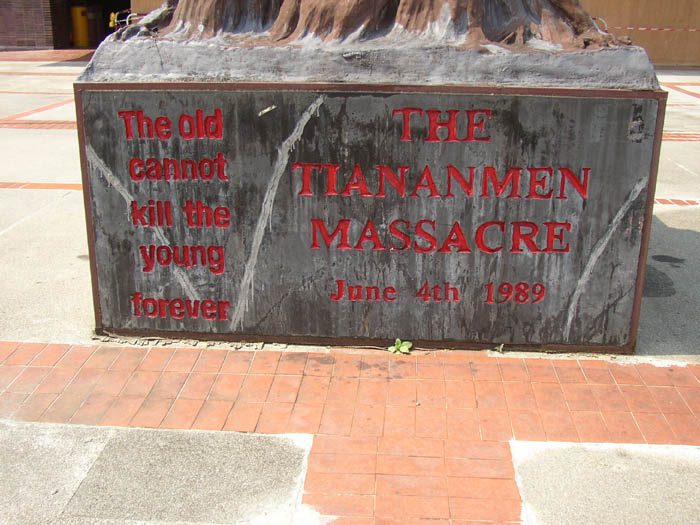
Palabras en la base (Engles)
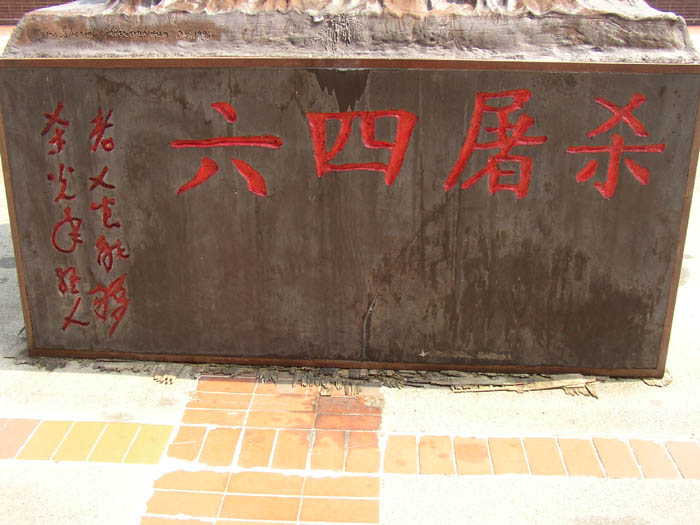
Palabras en la base (Chino)